# غولدفيلد (نيفادا)
غولدفيلد (بالإنجليزية: Goldfield)‏ هي تجمع سكني غير مصنف ومركز مقاطعة إزميرالدا في ولاية نيفادا في الولايات المتحدة الأمريكية. وهو مكان مخصص للتعداد السكاني (CDP)، وبلغ عدد السكان المقيمين فيه 268 نسمة حسب تعداد عام 2010،  أي انخفض من 440 في تعداد عام 2000. ويقع على بعد 247 ميلا (398 كم) جنوب شرق كارسون سيتي، على طول طريق الولايات المتحدة رقم 95.
ازهرت بلدة غولدفيلد في العقد الأول من القرن العشرين بسبب مناجم الذهب بين عامي 1903 و 1940، وأنتجت مناجم غولدفيلد أكثر من 86 مليون دولار. وقد دمر جزء كبير من المدينة بسبب حريق في عام 1923، وإن نجت العديد من المباني ولا تزال قائمة اليوم، ولا سيما فندق غولدفيلد، ومبنى شركة المناجم الموحدة (مركز الاتصالات في المدينة حتى عام 1963)، والمدرسة. ويستمر استكشاف الذهب اليوم في البلدة وحولها.

## التركيبة السكانية
حدّد مكتب تعداد الولايات المتحدة بيانات التركيبة السكانية لغولدفيلد في تعداد الولايات المتحدة. في ما يلي، التركيبة السكانية حسب تعدادي 2000 و2010.

### تعداد عام 2010
بلغ عدد سكان غولدفيلد 268 نسمة بحسب تعداد عام 2010، وبلغ عدد الأسر 153 أسرة وعدد العائلات 70 عائلة مقيمة في المنطقة السكنية. في حين سجلت الكثافة السكانية 69.8 نسمة لكل كيلومتر مربع (180.8/ميل2). وبلغ عدد الوحدات السكنية 321 وحدة بمتوسط كثافة قدره 83.6 لكل كيلومتر مربع (216.5/ميل2).
وتوزع التركيب العرقي للمنطقة السكنية بنسبة 92.91% من البيض و1.87% من الأمريكيين الأصليين و2.24% من الأعراق الأخرى و2.99% من عرقين مختلطين أو أكثر و7.46% من الهسبانيون أو اللاتينيون من أي عرق.
بلغ عدد الأسر 153 أسرة كانت نسبة 12.4% منها لديها أطفال تحت سن الثامنة عشر تعيش معهم، وبلغت نسبة الأزواج القاطنين مع بعضهم البعض 35.3% من أصل المجموع الكلي للأسر، ونسبة 7.2% من الأسر كان لديها معيلات من الإناث دون وجود شريك، بينما كانت نسبة 3.3% من الأسر لديها معيلون من الذكور دون وجود شريكة وكانت نسبة 54.2% من غير العائلات. تألفت نسبة 49.7% من أصل جميع الأسر من عدة أفراد يعيشون في نفس المنزل ونسبة 31.4% كانت تتألف من شخص يعيش بمفرده يبلغ من العمر 65 عاماً أو أكثر. وبلغ متوسط حجم الأسرة المعيشية 1.75، أما متوسط حجم العائلات فبلغ 2.46.
بلغ العمر الوسطي للسكان 59.8 عاماً. وكانت نسبة 11.6% من القاطنين تحت سن الثامنة عشر، وكانت نسبة 3% بين الثامنة عشر والرابعة والعشرين عاماً، ونسبة 11.6% كانت واقعةً في الفئة العمرية ما بين الخامسة والعشرين والرابعة والأربعين عاماً، ونسبة 41% كانت ما بين الخامسة والأربعين والرابعة والستين، ونسبة 32.8% كانت ضمن فئة الخامسة والستين عاماً فما فوق. وتوزع التركيب الجنسي للسكان بنسبة 56% ذكور و44% إناث.

## المناخ
يظهر الجدول التالي التغييرات المناخية على مدار السنة لغولدفيلد:
| البيانات المناخية لـغولدفيلد          | البيانات المناخية لـغولدفيلد | البيانات المناخية لـغولدفيلد | البيانات المناخية لـغولدفيلد | البيانات المناخية لـغولدفيلد | البيانات المناخية لـغولدفيلد | البيانات المناخية لـغولدفيلد | البيانات المناخية لـغولدفيلد | البيانات المناخية لـغولدفيلد | البيانات المناخية لـغولدفيلد | البيانات المناخية لـغولدفيلد | البيانات المناخية لـغولدفيلد | البيانات المناخية لـغولدفيلد | البيانات المناخية لـغولدفيلد |
| الشهر                                 | يناير                        | فبراير                       | مارس                         | أبريل                        | مايو                         | يونيو                        | يوليو                        | أغسطس                        | سبتمبر                       | أكتوبر                       | نوفمبر                       | ديسمبر                       | المعدل السنوي                |
| ------------------------------------- | ---------------------------- | ---------------------------- | ---------------------------- | ---------------------------- | ---------------------------- | ---------------------------- | ---------------------------- | ---------------------------- | ---------------------------- | ---------------------------- | ---------------------------- | ---------------------------- | ---------------------------- |
| الدرجة القصوى °ف (°م)                 | 67.0 (19.4)                  | 76.0 (24.4)                  | 79.0 (26.1)                  | 87.0 (30.6)                  | 97.0 (36.1)                  | 108.0 (42.2)                 | 108.0 (42.2)                 | 103.0 (39.4)                 | 98.0 (36.7)                  | 87.0 (30.6)                  | 79.0 (26.1)                  | 66.0 (18.9)                  | 108.0 (42.2)                 |
| متوسط درجة الحرارة الكبرى °ف (°م)     | 42.2 (5.7)                   | 47.1 (8.4)                   | 54.2 (12.3)                  | 62.5 (16.9)                  | 71.3 (21.8)                  | 81.4 (27.4)                  | 89.6 (32.0)                  | 87.4 (30.8)                  | 79.0 (26.1)                  | 66.5 (19.2)                  | 52.9 (11.6)                  | 43.3 (6.3)                   | 64.8 (18.2)                  |
| المتوسط اليومي °ف (°م)                | 31.3 (−0.4)                  | 35.7 (2.1)                   | 41.6 (5.3)                   | 48.8 (9.3)                   | 57.1 (13.9)                  | 66.1 (18.9)                  | 74.2 (23.4)                  | 72.1 (22.3)                  | 64.0 (17.8)                  | 52.7 (11.5)                  | 40.5 (4.7)                   | 32.4 (0.2)                   | 51.4 (10.8)                  |
| متوسط درجة الحرارة الصغرى °ف (°م)     | 20.3 (−6.5)                  | 24.3 (−4.3)                  | 29.0 (−1.7)                  | 35.2 (1.8)                   | 42.9 (6.1)                   | 50.9 (10.5)                  | 58.7 (14.8)                  | 56.9 (13.8)                  | 48.9 (9.4)                   | 38.8 (3.8)                   | 28.3 (−2.1)                  | 21.5 (−5.8)                  | 38.0 (3.3)                   |
| أدنى درجة حرارة °ف (°م)               | −23.0 (−30.6)                | −13.0 (−25.0)                | 0.0 (−17.8)                  | 8.0 (−13.3)                  | 19.0 (−7.2)                  | 22.0 (−5.6)                  | 38.0 (3.3)                   | 36.0 (2.2)                   | 21.0 (−6.1)                  | 12.0 (−11.1)                 | −1.0 (−18.3)                 | −13.0 (−25.0)                | −23.0 (−30.6)                |
| الهطول إنش (مم)                       | 0.63 (16)                    | 0.77 (20)                    | 0.63 (16)                    | 0.54 (14)                    | 0.50 (13)                    | 0.37 (9.4)                   | 0.45 (11)                    | 0.52 (13)                    | 0.44 (11)                    | 0.44 (11)                    | 0.38 (9.7)                   | 0.39 (9.9)                   | 6.06 (154)                   |
| متوسط تساقط الثلوج إنش (سم)           | 3.3 (8.4)                    | 3.7 (9.4)                    | 3.6 (9.1)                    | 1.9 (4.8)                    | 0.5 (1.3)                    | 0 (0)                        | 0 (0)                        | 0 (0)                        | 0 (0)                        | 0.7 (1.8)                    | 1.5 (3.8)                    | 2.6 (6.6)                    | 17.8 (45.2)                  |
| متوسط أيام هطول الأمطار (≥ 0.01 inch) | 3                            | 3                            | 3                            | 3                            | 3                            | 2                            | 3                            | 2                            | 2                            | 2                            | 2                            | 2                            | 29                           |
| المصدر:                               |                              |                              |                              |                              |                              |                              |                              |                              |                              |                              |                              |                              |                              |

## أعلام
- بين الكسندر
- روجر د. فولي
- براد دكستر